# Paul Follot

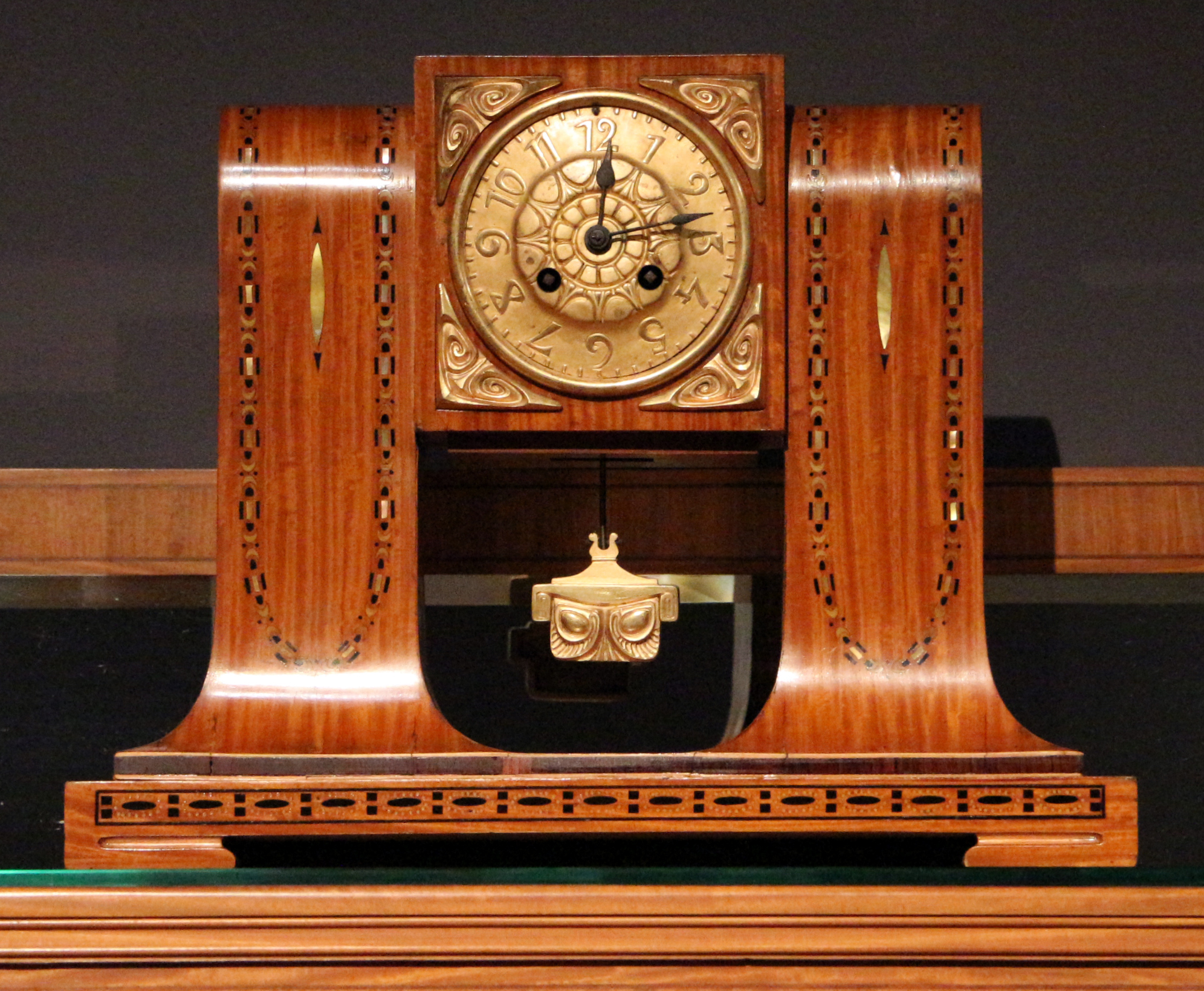
Zegar, 1909

Paul Follot (ur. 17 lipca 1877 w Paryżu, zm. 10 marca 1942 w Nicei) – francuski rzeźbiarz i dekorator. Początkowo tworzył w duchu art noveau, a następnie art déco. 
Był uczniem Eugene Grasseta, od którego lekcje poobierał w Paryżu. Od 1901 do 1903 pracował dla La Maison Moderne, galerii prowadzonej przez marszanda Juliusa Meier-Graefe w Paryżu w latach 1899 - 1903. 
Jego pierwsze prace inspirowane były stylem neogotyckim. Był współzałożycielem "L'Art dans Tout", małej grupy artystów i architektów, którzy chcieli promować sztukę dekoracyjną w perspektywie społecznej. Szczególnie interesowały ich relacje między sztuką a obiektami przemysłowymi. W 1904 roku Paul Follot został projektantem samodzielnym. Projektował nie tylko meble, ale także przedmioty ze srebra, tekstyliów, dywanów, ceramiki i brązu, oraz biżuterię. W 1923 roku Follot został dyrektorem ds. projektowania w pracowni Le Bon Marché, a następnie przeniósł się do paryskiego biura angielskiej firmy meblarskiej Waring and Gillow. Po 1931 roku Follot powrócił do samodzielnych projektów. W 1935 roku otrzymał zamówienie na wykonanie kilku prac na oceanicznym liniowcu SS Normandie. W tym samym roku wystawiał swoje prace na Międzynarodwej Wystawie w Brukseli.